# Pension Gloanec

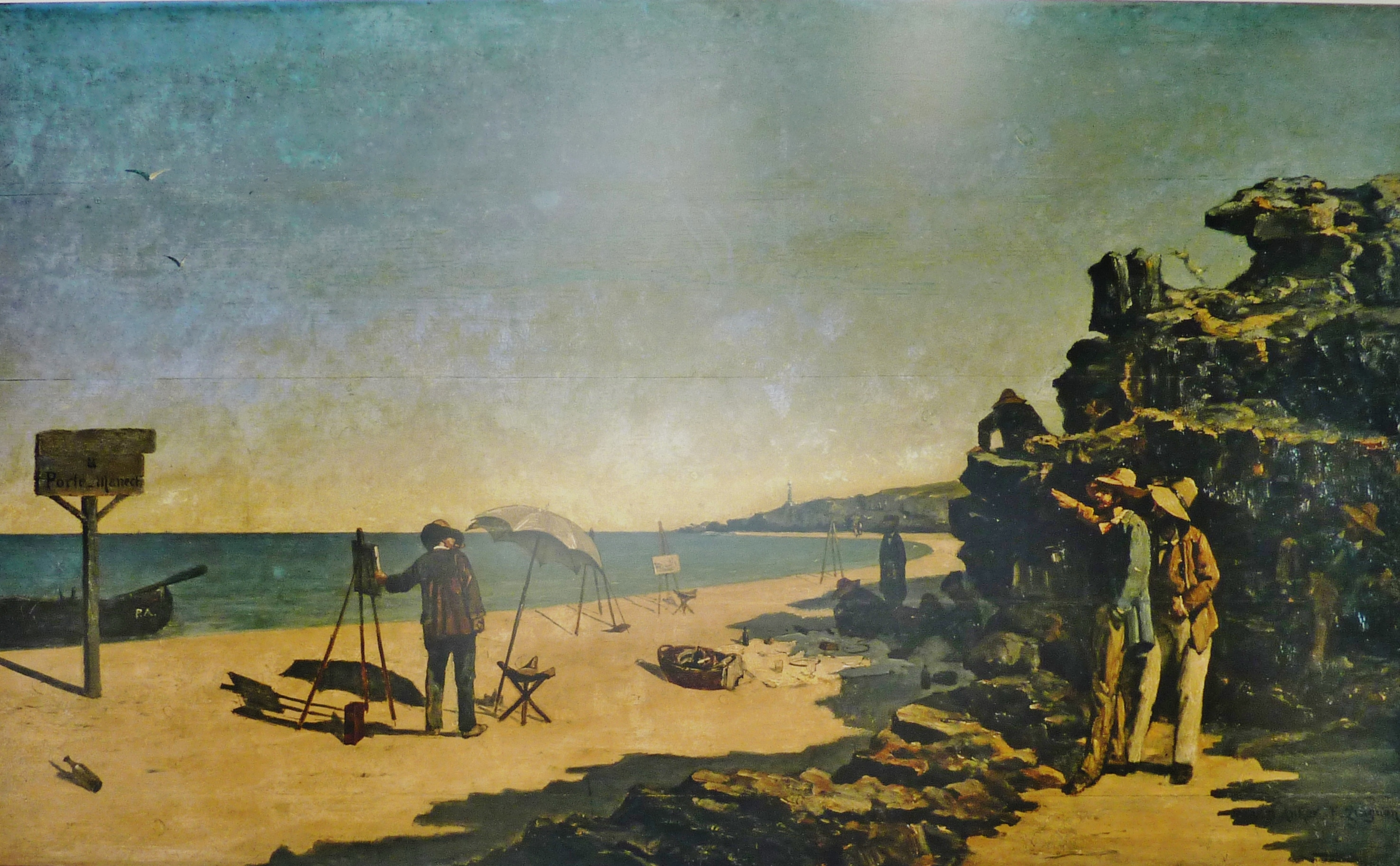
Fernand Quignon et Hermanus-Franciscus Van den Anker : Enseigne de la Pension Gloanec (vers 1880, huile sur bois, musée de Pont-Aven).

La Pension Gloanec est une pension qui fut ouverte par Marie-Jeanne Le Glouannec, surnommée « la mère Gloanec » (Pont-Aven, 1839-Pont-Aven, 1915) (de son vrai nom Le Glouannec) à Pont-Aven, en 1860. Cette auberge était  l'un des points de ralliement des peintres à Pont-Aven. Elle était située à côté du débit de boissons de la famille d'Angélique Marie Satre (1868-1932), alias « la belle Angèle », immortalisée par Gauguin.
En 1891, après la vente de son auberge, la mère Gloanec ouvre l'Hôtel Gloanec sur la grande-place, à côté de l’Hôtel Julia de mademoiselle Julia Guillou (1848-1927). La mère Gloanec est l'une des trois célèbres aubergistes de Pont-Aven. Elle continua à recevoir tous les peintres de l'école de Pont-Aven, dont Gauguin en 1892.
Ses enfants reprendront leur nom de l'état civil pour le rebaptiser Hôtel Le Glouannec.  
À partir de l’été 1889, Gauguin et Sérusier sont à nouveau en Bretagne mais délaissent Pont-Aven pour l’auberge de Marie Henry (dite « Marie Poupée »), au Pouldu.

## Les hôtes de la pension
(liste non exhaustive)

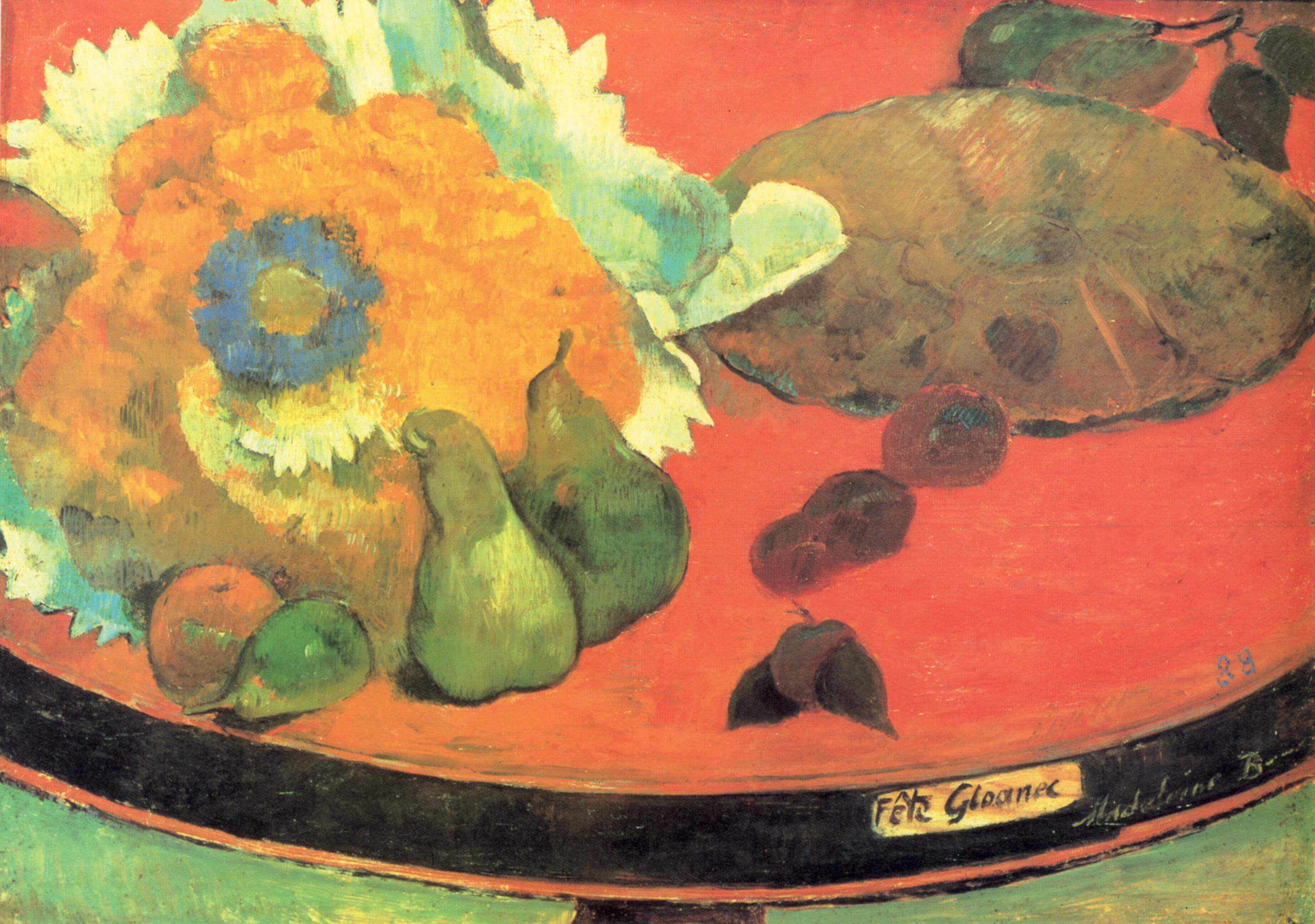
La Fête Gloanec est le nom d'un tableau peint par Paul Gauguin en 1888.

- Herman Van den Anker, dans les années 1860
- Paul Gauguin s'y installe au printemps 1886
- Emile Bernard s'y installe à la fin de l'été 1886
- Émile Schuffenecker, en 1886
- Émile Jourdan arrive à l'été 1886
- Charles Laval, en 1886
- Ferdinand du Puigaudeau, en 1886
- Charles Filiger, en 1888
- Paul Sérusier s'y installe en 1888
- Ernest de Chamaillard, en 1888
- Henry Moret, en 1888
- Arthur Wesley Dow, en 1888
- Gustave Loiseau, à partir de l'été 1890
- Eric Forbes-Robertson et Robert Bevan en 1890
- Alfred Jarry, en 1894

## Époque contemporaine
Au XXIe siècle, la Pension Gloanec est une librairie.